# Ostřice nedošáchor
Ostřice nedošáchor neboli ostřice pašáchor (Carex pseudocyperus) je druh jednoděložné rostliny z čeledi šáchorovité (Cyperaceae).

## Popis
Jedná se o rostlinu dosahující výšky nejčastěji 40-100 cm. Je vytrvalá, světle zelená, volně trsnatá, s krátkým oddenkem. Listy jsou střídavé, přisedlé, s listovými pochvami. Lodyha je ostře trojhranná, drsná, kratší než listy, čepele jsou asi 7–15 mm široké, drsné. Bazální pochvy jsou nejčastěji hnědé, lesklé a nerozpadavé. Ostřice nedošáchor patří mezi různoklasé ostřice, nahoře jsou klásky čistě samčí, dole samičí. Samčí vrcholový klásek bývá jen jeden, samičích nejčastěji 3–5 (zřídka 6), dlouze stopkaté, jsou za plodu výrazně k jedné straně převislé a nápadně okolíkovitě shloučené. Dolní listen má krátkou pochvu a je delší než květenství. Okvětí chybí. V samčích květech jsou zpravidla 3 tyčinky. Blizny jsou většinou 3. Plodem je mošnička, která je asi 4–5 mm dlouhá, vynikle žilkované, širší a delší než plevy, kolmo až nazpět odstálé, žlutozelené, na vrcholu s dvouklaným zobánkem. Každá mošnička je podepřená plevou, která je úzce kopinatá, bělavá s dlouhou osténkatou osinou V ČR kvete nejčastěji v květnu až v červenci. Počet chromozómů: 2n=66.

## Rozšíření ve světě
Ostřice nedošáchor roste alespoň roztroušeně ve většině Evropy kromě severnější Skandinávie a také úplného jihu Evropy. Místy roste i v Asii, na Kavkaze a na východ po jižní Sibiř. Dále roste i v Severní Americe, hlavně na SV USA a v JZ Kanadě, v Severní Americe roste i příbuzný druh Carex comosa.

## Rozšíření v Česku
V ČR roste roztroušeně až vzácně od nížin po podhůří. Nejčastěji ji najdeme na březích rybníků, v mokřadech a mokřadních olšinách.